# Claude Carlin
Claude Carlin (nascido em 17 de janeiro de 1961) é um ex-ciclista de estrada francês que representou França nos Jogos Olímpicos de Verão de 1984 e 1988.